# Edgar Henri Cuepper
Edgar Henri Cuepper, född den 16 maj 1949 i Eupen i Belgien, är en belgisk ryttare.
Han tog OS-brons i lagtävlingen i hoppning i samband med de olympiska ridsporttävlingarna 1976 i Montréal.